# Penion chathamensis
Penion chathamensis là một loài very large predatory ốc biển, là động vật thân mềm chân bụng sống ở biển trong họ Buccinidae.